# Nacionalidade portuguesa

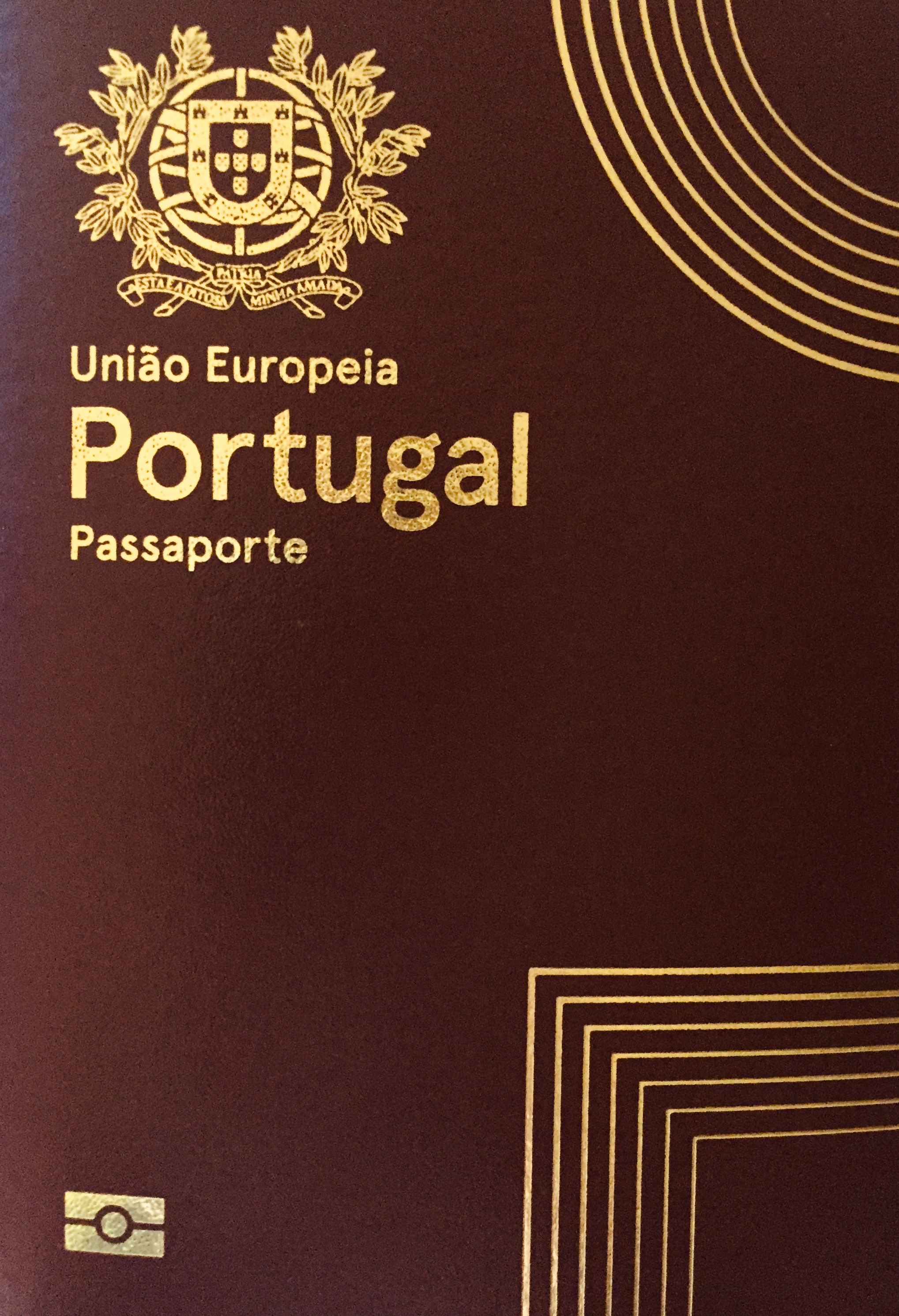
Ilustração da capa do passaporte, um documento sempre ligado à nacionalidade do seu titular.

Nos termos da Constituição da República Portuguesa, têm a nacionalidade portuguesa todos aqueles que como tal sejam considerados pela lei ou por convenção internacional.
A lei reguladora da nacionalidade é a Lei n.º 37/81, de 3 de outubro.
A Lei 37/81, de 3 de outubro, valorizou o jus sanguinis. Porém, a alteração introduzida nessa lei em 2006, pela Lei Orgânica n.º 2/2006, de 17 de abril, revalorizou o jus soli na medida em que considerou como portugueses de origem todos os que nascerem em Portugal quando o progenitor estrangeiro também tenha nascido em território nacional.

## Nacionalidade originária
O direito de sangue configura-se na norma principal da atribuição da nacionalidade e os seus efeitos são retroativos à data de nascimento do indivíduo que solicita o status civitatis de português. O indivíduo cujos pais sejam nacionais portugueses nascidos em Portugal é considerado português desde que o seu nascimento seja inscrito numa Conservatória do Registo Civil.
Se os pais forem nacionais portugueses nascidos no estrangeiro, o indivíduo, para ser reconhecido como português, deve provar que um dos pais é cidadão português e que o vínculo paterno ou materno foi estabelecido na menoridade e declarar que quer ser português através da inscrição do seu nascimento no Registo Civil Português por intermédio dos Consulados — se viver no exterior — ou da Conservatória dos Registos Centrais — caso resida em Portugal. Se o requerente for menor de idade, a prova e o trâmite ficam a cargo de quem possua o poder paternal. 
Caso os pais, nacionais portugueses nascidos no estrangeiro, tenham adquirido a nacionalidade por meio de naturalização, o indivíduo deverá ainda, para ser reconhecido como português, provar que um dos pais era cidadão português à data do seu nascimento. 
Além do princípio da ascendência, a atribuição da nacionalidade é aplicável a indivíduos nascidos no território português, filhos de pais estrangeiros e que residam em Portugal há pelo menos dois anos. Esta condição não se aplica caso os pais da criança se encontrem em Portugal a serviço oficial de um país estrangeiro.
A atribuição também pode ser solicitada pelos apátridas que tenham nascido no território português e comprovem que não possuem a nacionalidade dos seus pais.
Ressalta-se que a nacionalidade originária é transmitida aos filhos maiores de idade. Além disso, a depender da lei de nacionalidade do país de origem do estrangeiro requerente, a este é possível conservar sua nacionalidade estrangeira original, passando a deter duas nacionalidades (vulgarmente, "dupla-cidadania").

## Nacionalidade por aquisição (derivada)
Além da atribuição da nacionalidade originária, uma outra forma de ser cidadão português é adquirir, por naturalização, a nacionalidade derivada, cujas regras estão estabelecidas no artigo 12º da Lei da Nacionalidade.
Podem adquirir a nacionalidade portuguesa por naturalização:
- o estrangeiro casado ou em união de facto com nacional português há pelo menos três anos;
- o estrangeiro menor de idade cujos pais tenham adquirido a nacionalidade portuguesa;
- o estrangeiro que, tendo sido português, perdeu a nacionalidade por declaração de quem sobre ele exercia o poder paternal;
- o estrangeiro adotado plenamente por nacional português por decisão transitada em julgado antes da entrada em vigor da atual Lei da Nacionalidade;
- a estrangeira casada com nacional português antes da entrada em vigor da atual Lei da Nacionalidade.
- Até 2017 o estrangeiro neto de portugueses e com pais sem nacionalidade portuguesa, atualmente, netos de portugueses, nascidos no estrangeiro têm o direito a nacionalidade originária desde que cumpridas determinadas regras.

Em qualquer um dos casos acima, o estrangeiro naturalizando deve comprovar ter efetiva ligação com a comunidade nacional e não ter praticado crime punível com pena de prisão de mais de três anos segundo a lei portuguesa. Ademais, o Estado português pode opor-se à aquisição se o estrangeiro tiver exercido funções públicas ou prestado serviço militar não obrigatório em Estados estrangeiros. Ressalta-se que este é um direito subjetivo, pendente da decisão de mérito do governo português.
Ressalte-se que a nacionalidade derivada, diferentemente da originária, não é transmissível aos filhos maiores de idade. Ainda, a depender das leis nacionais do estrangeiro requerente de nacionalidade derivada portuguesa, é possível que este venha a perder sua nacionalidade estrangeira original.

## Cidadãos das ex-colónias portuguesas
Os descendentes de cidadãos portugueses naturais dos territórios que se tornaram independentes a partir de 1975 gozam de diplomas legais específicos que tratam de sua situação em relação a Portugal. É de salientar que, até à Lei n.º 37/81, de 3 de Outubro de 1981, o princípio básico da nacionalidade portuguesa foi o jus soli. Segundo este princípio, salvo algumas exceções (como a perda da nacionalidade portuguesa por parte dos nascidos nos ex-territórios ultramarinos africanos, contemplada no Decreto-lei n.º 308-A, de 24 de junho de 1975), qualquer pessoa que nascesse em território português (incluindo no Ultramar português) tinha o direito à nacionalidade portuguesa originária. A partir de 1981, o princípio básico da nacionalidade portuguesa passou a ser o jus sanguinis, que se mantém até hoje.

### Territórios indianos
O antigo Estado Português da Índia (Goa, Damão, Diu e Dadrá e Nagar-Aveli), diferentemente das demais colónias portuguesas da época, era considerado efetivamente como uma extensão do território nacional português, conforme a Constituição portuguesa de 1911. Por isso, as pessoas nascidas no Estado Português da Índia usufruíam, teoricamente, de uma cidadania portuguesa plena, já que eles nunca estiveram sujeitos ao Estatuto Político, Civil e Criminal dos Indígenas.
Logo, por meio e por força do Código Civil de 1867 (ou Código Seabra) e da Lei n.º 2098, de 29 de julho de 1959, as pessoas naturais do antigo Estado Português da Índia têm garantido o direito à nacionalidade originária portuguesa, até o descendente de segundo grau do português (neto). O Estado Português da Índia deixou de facto de existir em 1961, com a sua invasão pelo exército indiano, mas só foi formalmente (de jure) dissolvido em 1975, quando a ocupação indiana foi reconhecida pelo governo português. Logo, há autores que defendem que as pessoas nascidas entre 1961 a 1975 no antigo Estado Português da Índia podem ser consideradas portuguesas natas (ou de origem), porque Portugal só abdicou da sua soberania sobre estes territórios indianos em 1975.
Porém, apesar da lei ser explícita, um empecilho grave nestes casos é provar a naturalidade dos indivíduos, através do assento do nascimento, visto que grande parte dos registos civis de Goa foram perdidos durante as invasões das forças indianas, em 1961. Por isso, estes registos civis não foram devidamente integrados no registo civil central de Portugal.

### Territórios africanos
O direito à nacionalidade portuguesa dos nascidos e residentes nos antigos territórios portugueses em África — Angola, Moçambique, Cabo Verde, São Tomé e Príncipe e Guiné-Bissau — é tratado e regulada pelo Decreto-lei n.º 308-A, de 24 de junho de 1975. Neste decreto-lei, está estipulado o seguinte: 
- "Artigo 1.º: 
  - 1. Conservam a nacionalidade os seguintes portugueses domiciliados em território ultramarino tornado independente:
    - a) Os nascidos em Portugal continental e nas ilhas adjacentes;
    - b) Até à independência do respectivo território, os nascidos em território ultramarino ainda sob administração portuguesa;
    - c) Os nacionalizados;
    - d) Os nascidos no estrangeiro de pai ou mãe nascidos em Portugal ou nas ilhas adjacentes ou de naturalizados, assim como, até à independência do respectivo território, aqueles cujo pai ou mãe tenham nascido em território ultramarino ainda sob administração portuguesa;
    - e) Os nascidos no antigo Estado da Índia que declarem querer conservar a nacionalidade portuguesa;
    - f) A mulher casada com, ou viúva ou divorciada de, português dos referidos nas alíneas anteriores e os filhos menores deste.

  - 2. Os restantes descendentes até ao terceiro grau [bisneto] dos portugueses referidos na alínea a), alínea c), alínea d), primeira parte, e alínea e) do número anterior conservam também a nacionalidade portuguesa, salvo se, no prazo de dois anos, a contar da data da independência, declararem por si, sendo maiores ou emancipados, ou pelos seus legais representantes, sendo incapazes, que não querem ser portugueses.

- Artigo 2.º:
  - 1. Conservam igualmente a nacionalidade portuguesa os seguintes indivíduos:
    - a) Os nascidos em território ultramarino tornado independente que estivessem domiciliados em Portugal continental ou nas ilhas adjacentes há mais de cinco anos em 25 de Abril de 1974;
    - b) A mulher e os filhos menores dos indivíduos referidos na alínea anterior.

  - 2. Os indivíduos referidos no número anterior poderão optar, no prazo de dois anos a contar da data da independência, pela nova nacionalidade que lhes venha a ser atribuída."

Ou seja, após a independência, os nascidos nos ex-territórios ultramarinos africanos, tornados independentes, perderam automaticamente a nacionalidade portuguesa, bem como o direito de readquiri-la, se eles não forem, como por exemplo, filhos de pai ou mãe com nacionalidade portuguesa ou "descendentes até ao terceiro grau dos portugueses referidos na alínea a), alínea c), alínea d), primeira parte, e alínea e)" do artigo 1.º, número 1 do decreto-lei supra-mencionado. Os "nacionalizados" são apenas as pessoas que "adquiriram a nacionalidade por naturalização" (Despacho normativo 131-1977).
O decreto-lei n.º 308-A, de 24 de junho de 1975, foi revogado pela Lei N.º 113/1988 de 29 de Dezembro, de 1988.

### Macau
O território português de Macau foi entregue à China em 20 de Dezembro de 1999, tornando-se numa região administrativa especial. Mas, somente os nascidos no território de Macau até 1981 eram considerados portugueses de origem. Segundo a Lei n.º 37/81, de 3 de Outubro, a partir de 1981, para um nascido em Macau obter a nacionalidade portuguesa originária, é necessário que ele seja um filho de pai ou mãe portugueses. Todos os filhos de pai ou mãe com nacionalidade portuguesa, nascidos em Macau (já como território estrangeiro) depois de 20 de Dezembro de 1999, também têm o direito à nacionalidade portuguesa. Salienta-se também o facto de que o governo chinês não admite dupla nacionalidade.

### Timor-Leste
A 25 de abril de 1976, Timor-Leste deixou de ser considerado território português, nos termos da Constituição da República Portuguesa, desaparecendo, por isso, o elemento de conexão que garantia a aquisição da nacionalidade portuguesa aos nascidos em Timor. Mas, devido à declaração unilateral de independência timorense pela FRETILIN em 28 de novembro de 1975 e à consequente invasão indonésia de Timor-Leste em 7 de dezembro de 1975, Portugal continuou a ser reconhecido como potência administrante pela Organização das Nações Unidas, até à data da independência efetiva de Timor-Leste, em 20 de maio de 2002. Ou seja, entre 1976 e 2002, Timor foi considerado um território sob administração portuguesa, mas ocupado pela Indonésia. Em Timor, nunca se aplicou as disposições do Decreto-lei n.º 308-A/75, de 24 de Junho de 1975.
Assim sendo, a Lei n.º 2098, de 29 de Julho de 1959, estipula que são cidadãos de nacionalidade portuguesa todos os nascidos em Timor, filhos de pai ou mãe portugueses, apátridas, de nacionalidade desconhecida, incógnitos ou até estrangeiros, desde que não estivessem ao serviço do respetivo Estado, até 25 de Abril de 1976. Entre 1976 até à data da independência efetiva (20 de maio de 2002), são considerados cidadãos de nacionalidade portuguesa apenas os nascidos em Timor que sejam filhos de pai ou mãe portugueses. Após a independência, os filhos de pai ou mãe com nacionalidade portuguesa, nascidos em Timor-Leste (já como território estrangeiro), continuam a ter o direito à nacionalidade portuguesa originária.

## Estatuto da Igualdade
O Estatuto da Igualdade concede a brasileiros em Portugal e a portugueses no Brasil os mesmos direitos e deveres dos respectivos nacionais, sem contudo perder sua nacionalidade originária. Ou seja, continuam a ser estrangeiros, mas em condições diferenciadas. Está excluída da equiparação de direitos as prerrogativas exclusivas de cidadãos natos, como determinados cargos públicos, e os direitos políticos, outorgados apenas após cinco anos de residência permanente.
Ratificado em Lisboa aos 22 de março de 1972, o Estatuto pode apenas ser pleiteado se o estrangeiro atender aos seguintes requisitos:
- capacidade civil, segundo a lei pátria;
- residência permanente no respectivo território estrangeiro de pelo menos um ano, por meio do visto de residência permanente;
- ser cidadão de Portugal ou do Brasil.

O estrangeiro interessado deve formular o pedido junto ao respectivo Ministério da Justiça. Caso o estrangeiro perca sua nacionalidade de origem (brasileira ou portuguesa), ou se lhe for cassado o visto de residência permanente, cessa-se a igualdade de direitos e deveres.

## A cidadania europeia como complemento da nacionalidade portuguesa
No Tratado de Maastricht (1992), que instituiu a União Europeia, introduziu-se formalmente no Tratado de Roma (1957) o conceito de cidadania europeia: «É instituída a cidadania da União. É cidadão da União qualquer pessoa que tenha a nacionalidade de um Estado-Membro. A cidadania da União é complementar da cidadania nacional e não a substitui.» (artigo 17º do Tratado de Roma). Isto quer dizer que uma pessoa com nacionalidade portuguesa passa a ser automaticamente um cidadão da União Europeia, com todos os direitos, privilégios e deveres que isto implica.

## Alterações recentes
As alterações recentes da Lei de Nacionalidade, ocorridas em 2006, iniciaram-se pelas propostas do deputado Neves Moreira, do Partido Social Democrata (PSD). Por meio dessa alteração, os netos de portugueses cujos pais faleceram sem a cidadania portuguesa passam a poder obter a cidadania portuguesa derivada por processo simplificado, ou seja, sem precisar provar vínculo efetivo com Portugal.
Não obstante, em dezembro de 2009, membros do PSD apresentaram nova proposta de alteração da Lei de Nacionalidade, que todavia foi rejeitada. Tal proposta buscava garantir a todos os netos de portugueses a cidadania originária, direito já usufruído por uma parcela desses indivíduos.